# Frisia Wilhelmshaven
Frisia Wilhelmshaven (offiziell: Wilhelmshavener Sport Club FRISIA von 1895 e. V.) ist ein Sportverein aus Wilhelmshaven. Die erste Fußballmannschaft spielt in der Landesliga Weser/Ems. In der Saison 1964/65 gehörte der Verein der höchsten niedersächsischen Amateurliga an. Neben Fußball bietet Frisia noch Fechten und Freizeitsport an. Der Verein hat über 800 Mitglieder.

## Geschichte
Am 7. Juli 1903 gründeten einige Schüler den Wilhelmshavener FC Frisia. Damit ist Frisia der älteste Fußballverein der Stadt. Am 1. August 1906 kam es zum Zusammenschluss mit dem Wilhelmshavener SSV, bevor sich der Verein ein Jahr später in Wilhelmshavener SC Frisia umbenannte. Dieser wurde nach dem Ende des Zweiten Weltkrieges am 10. Mai 1945 verboten und aufgelöst.
Der größte Teil der Mitglieder trat dem TuS Heppens bei, der am 1. Juli 1895 als ATSV Heppens gegründet wurde und seine Wurzeln im Arbeitersport hat. Als Nachfolgeverein wurde am 1. Oktober 1945 der FC Süd Wilhelmshaven gegründet, der sich ab 1947 Wilhelmshavener SC nannte. Am 4. Januar 1951 fusionierte der Wilhelmshavener SC mit dem TuS Heppens zum heutigen Verein.

## Fußball

### Geschichte
Im Jahre 1909 erreichten die Wilhelmshavener erstmals die Endrunde um die norddeutsche Meisterschaft, wo man im Viertelfinale dem Bremer SC 1891 mit 2:3 unterlag. Ein Jahr später drang Frisia erneut in die norddeutsche Endrunde vor und unterlag im Viertelfinale Werder Bremen mit 3:4. Auch bei der dritten Teilnahme an der norddeutschen Meisterschaft im Jahre 1919 war im Viertelfinale Endstation. Dieses Mal unterlag Frisia dem Bremer SC 1891 deutlich mit 0:5. Im Jahre 1925 gelang der Sprung in die damals erstklassige Bezirksliga Weser/Jade, in der man drei Jahre lang gegen den Abstieg spielte. Nach der Fußball-Revolution, die für den Ausfall sämtlicher norddeutscher Ligen in der Saison 1928/29 sorgte, wurde Frisia in die Zweitklassigkeit verbannt.
Nach dem Zweiten Weltkrieg profitierte der Verein von der räumlichen Nähe zur Kaserne Rheinstraße, die zu einem Flüchtlingslager für Vertriebene aus den deutschen Ostgebieten wurde. 1949 verpasste Frisia die Qualifikation für die neu geschaffene Amateuroberliga Niedersachsen-West. Das Hinspiel bei Victoria Oldenburg wurde mit 0:4 verloren, im Rückspiel konnte Frisia auf eigenem mit 4:0 gewinnen. Das fällige Entscheidungsspiel gewannen die Oldenburger mit 1:0. Daraufhin musste Frisia in der drittklassigen Amateurliga 1 weiter spielen. Im Jahre 1954 stieg Frisia aus der Amateurliga ab und kehrte drei Jahre später zurück. In der Saison 1957/58 schaffte die Mannschaft das Kunststück, als Aufsteiger gleich Meister zu werden. In der Aufstiegsrunde scheiterte Frisia am SSV Delmenhorst und TuRa Grönenberg Melle.
Nach einer Vizemeisterschaft 1963 hinter Wilhelmshaven 05 konnte Frisia ein Jahr später erneut die Meisterschaft feiern und schaffte in der folgenden Aufstiegsrunde den Sprung in die Landesliga Niedersachsen, ab 1964 die höchste niedersächsische Amateurliga. Dort konnte sich Frisia jedoch nur ein Jahr halten und die Mannschaft musste als Vorletzter der Saison 1964/65 wieder abstiegen. Es folgten acht Jahre in der viertklassigen Verbandsliga Nord, wo die Wilhelmshavener 1967 und 1968 jeweils den dritten Platz belegen konnte. Im Jahre 1973 musste Frisia als Vorletzter in die Bezirksliga absteigen, ehe es drei Jahre später in die Bezirksklasse hinunterging.
Im Jahre 1982 stieg Frisia wieder in die Bezirksliga auf, nachdem die Mannschaft als Vizemeister das Entscheidungsspiel gegen SuS Strackholt mit 5:1 gewann. Sieben Jahre später ging es wieder runter in die Bezirksklasse, wo Frisia zwischen 1993 und 1995 dreimal in Folge Vizemeister wurde. 1999 stieg die Mannschaft in die Kreisliga ab und schaffte in der folgenden Saison am Grünen Tisch den direkten Wiederaufstieg. Sportlich in der Aufstiegsrunde gescheitert profitierte Frisia davon, dass Grün-Weiß Kleinenkneten einen nicht spielberechtigten Spieler einsetzte. 2003 gelang noch einmal der Aufstieg in die Bezirksliga. Nach dem Abstieg im Jahre 2011 spielte die Mannschaft in der Kreisliga Friesland/Wilhelmshaven/Wesermarsch. Dort wurde Frisia 2014 Vizemeister hinter Rot-Weiß Sande, scheiterte dann aber in der Relegation zur Bezirksliga am SV Atlas Delmenhorst.
Ein Jahr später stiegen die Wilhelmshavener als Kreisligameister in die Bezirksliga auf. Die Mannschaft blieb ungeschlagen und holte 82 von 84 möglichen Punkten. Zurück in der Bezirksliga konnte Frisia sich stets in der oberen Tabellenhälfte platzieren und schaffte 2020 den Aufstieg in die Landesliga Weser-Ems.

### Stadion

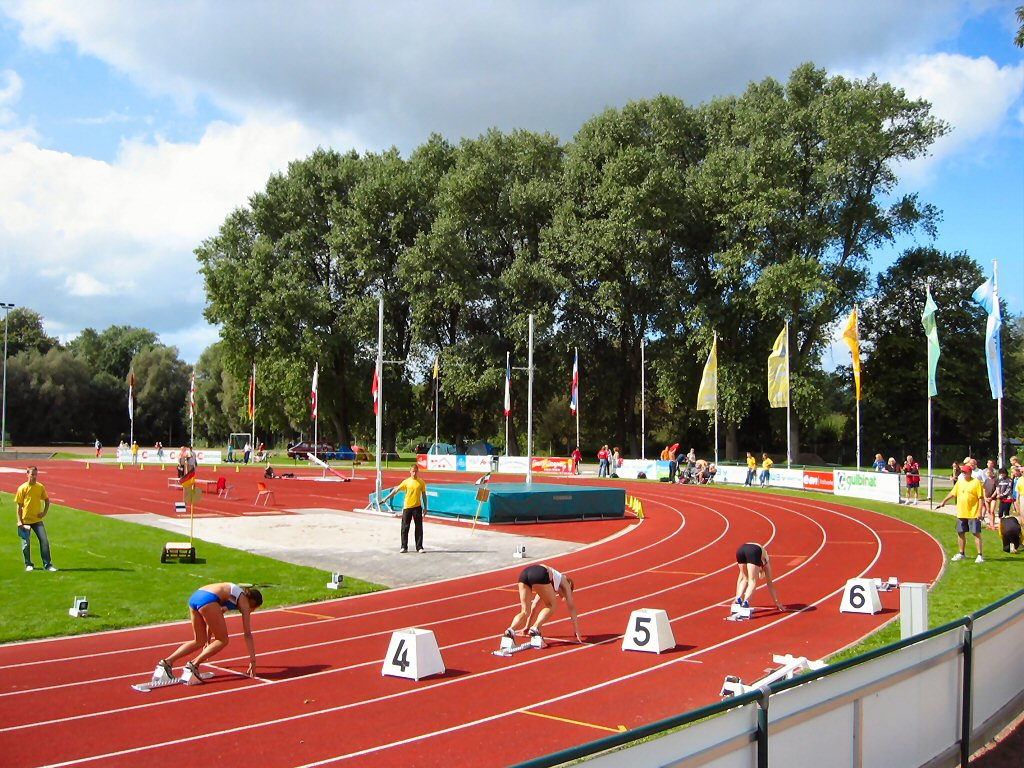
Friesen-Stadion

Die Fußballer des WSC Frisia spielen seit dem 2. Oktober 1921 im Friesen-Stadion im Sportpark Freiligrathstraße. Zur Eröffnung des Stadions trug Frisia ein Freundschaftsspiel gegen Holstein Kiel aus und gewann vor 2.000 Zuschauern mit 2:1. Das Stadion bietet Platz für 5.000 Zuschauer. Gespielt wird auf Naturrasen, wobei das Spielfeld von Leichtathletikanlagen umgeben ist. Neben dem Stadion verfügt die Anlage über drei Nebenplätze, darunter ein Kunstrasenplatz.
Ursprünglich spielte Frisia auf dem Großen Exerzierplatz am Alten Deichsweg. 1909 wurde der Frisia-Platz an der Siebethsburg eingeweiht. Zwei Jahre später kündigte die Stadt die Nutzungsvereinbarung und der Verein kehrte zum Exerzierplatz zurück.

### Persönlichkeiten
- Kea Eckermann, wurde Bundesligaspielerin beim BV Cloppenburg. Mehrfache U-Nationalspielerin.
- Luca Horn, wurde Bundesligaspieler beim VfL Wolfsburg
- Mareike Kregel, mit dem SV Meppen in die Frauenfußball-Bundesliga aufgestiegen.

## Weitere Sportarten
Marie Heister wurde bei den deutschen Leichtathletik-Meisterschaften 1924 in Stettin deutsche Meisterin im Hochsprung und Zweite im Weitsprung. Ein Jahr später in Leipzig wurde sie in den beiden Wettbewerben jeweils Dritte. 1969 gewann die Frauenmannschaft von Frisia Wilhelmshaven die erstmals ausgespielte deutsche Meisterschaft im Hallenkorbball.